# Euro Hockey Tour 2015/16
Die Euro Hockey Tour 2015/16 war eine Serie von internationalen Eishockeyturnieren und -spielen zwischen den Nationalmannschaften Finnlands, Schwedens, Russlands und Tschechiens. Zur Austragung in der Saison 2015/16 gehörten der Karjala Cup im November 2015, der Channel One Cup im Dezember 2015 sowie Hin- und Rückspiele zwischen den beteiligten Nationalteams im Frühjahr 2016.

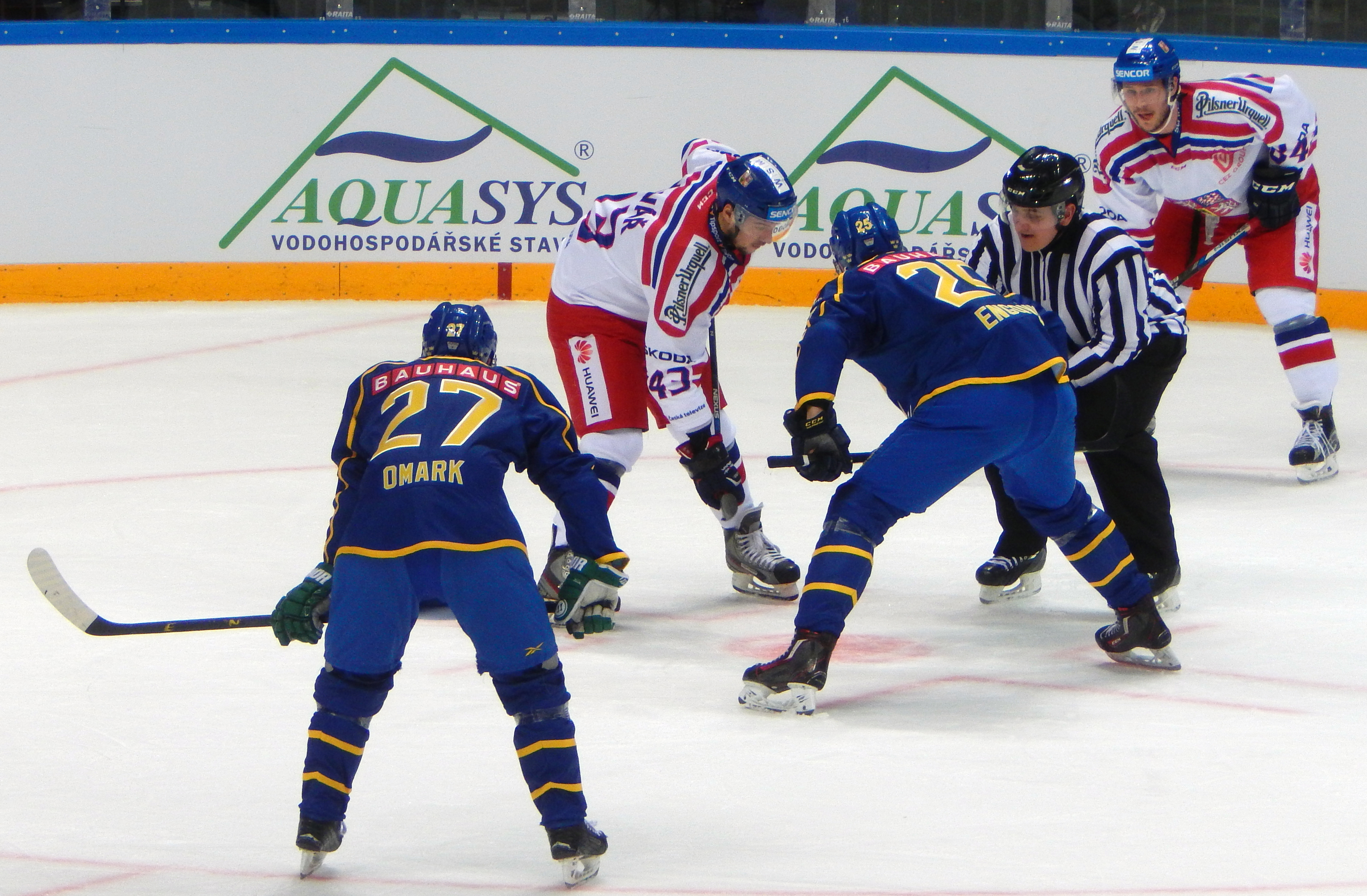
Bully beim Spiel zwischen Tschechien und Schweden beim Channel One Cup 2015

## Turniere

### Karjala Cup
Der Karjala Cup 2015 wurde vom 5. bis 8. November 2015 in Helsinki (Hauptspielort) und Örnsköldsvik ausgetragen. Sieger des Turniers wurde die schwedische  Nationalmannschaft.

### Channel One Cup
Der Channel One Cup 2015 wurde vom 17. bis 20. Dezember 2015 in Moskau (Hauptspielort) und Prag ausgetragen. Sieger des Turniers wurde die tschechische Nationalmannschaft.

## Hin- und Rückspiele
| 11. Februar 2016 19:00 Uhr | Schweden Nicklas Danielsson (0:29) Niclas Burström (37:19) Johan Sundström (41:40) | 3:2 (1:0, 1:0, 1:2) Spielbericht | Finnland Harri Pesonen (46:02) Mika Niemi (56:26) | Behrn Arena, Örebro Zuschauer: 5.500 |

| 11. Februar 2016 18:30 | Tschechien Lukáš Krenželok (3:43) Michal Řepík (47:59) Lukáš Kašpar (PS) | 3:2 n. P. (1:1, 0:0, 1:1, 0:0, 1:0) Spielbericht | Russland Sergei Schumakow (4:07) Roman Ljubimow (42:48) | Werk Arena, Třinec Zuschauer: 5.200 |

| 13. Februar 2016 15:30 | Schweden Andreas Thuresson (12:29) Patrik Zackrisson (16:41) Patrik Zackrisson (21:25) Tim Heed (40:31) | 4:2 (2:0, 1:2, 1:0) Spielbericht | Finnland Joonas Nättinen (31:54) Sebastian Aho (34:26) | Hovet, Stockholm Zuschauer: 8.094 |

| 13. Februar 2016 13:30 Uhr | Tschechien Tomáš Kundrátek (34:20) Jan Buchtele (42:31) | 2:4 (0:1, 1:1, 1:2) Spielbericht | Russland Roman Ljubimow (14:23) Alexander Sjomin (26:14) Iwan Telegin (50:07) Nikita Gussew (56:53) | ČEZ Aréna, Ostrava Zuschauer: 9.600 |

| 21. April 2016 19:30 Uhr | Schweden Linus Klasen (0:49) Linus Hultström (24:19) Marcus Sörensen (38:42) Linus Klasen (39:47) | 4:1 (1:0, 3:1, 0:0) Spielbericht | Russland Jewgeni Dadonow (24:19) | AXA Sports Center, Södertälje Zuschauer: 4.815 |

| 21. April 2016 18:30 Uhr | Finnland Tomi Sallinen (10:10) Sebastian Aho (26:09) | 2:3 (1:2, 1:1, 0:0) Spielbericht | Tschechien Lukáš Kašpar (6:33) Michal Kempný (19:08) Lukáš Kašpar (27:21) | Oulun Energia Areena, Oulu Zuschauer: 5.893 |

| 23. April 2016 15:30 | Schweden Stepan Sannikow (8:00) Wadim Schipatschow (27:17) Wadim Schipatschow (41:59) Daniil Apalkow (51:48) | 0:4 (0:1, 0:1, 0:2) Spielbericht | Russland | ABB Arena Nord, Västerås Zuschauer: 4.503 |

| 23. April 2016 15:00 | Finnland Juuso Hietanen (20:57) Markus Granlund (31:06) Topi Jaakola (37:23) Tommi Kivistö (44:25) | 4:1 (0:0, 3:1, 1:0) Spielbericht | Tschechien Jiří Sekáč (25:50) | Lumon Areena, Kouvola Zuschauer: 5.123 |

| 27. April 2016 19:20 | Tschechien Tomáš Zohorna (5:53) Petr Koukal (9:06) | 2:7 (2:1, 0:2, 0:4) Spielbericht | Schweden Robert Rosén (15:43) Linus Hultström (27:43) Patrick Cehlin (37:49) Magnus Nygren (46:22) Patrick Cehlin (46:34) Robert Rosén (58:01) Mikael Backlund (58:49) | Hostan Arena, Znojmo Zuschauer: 3.642 |

| 28. April 2016 19:30 | Russland Wjatscheslaw Woinow (6:47) | 1:3 (1:1, 0:2, 0:0) Spielbericht | Finnland Leo Komarov (9:43) Sebastian Aho (36:03) Teemu Pulkkinen (39:59) | VTB Eispalast, Moskau Zuschauer: 10.420 |

| 29. April 2016 19:20 | Tschechien Roman Červenka (0:41) David Pastrňák (12:58) Lukáš Kašpar (34:37) Radim Šimek (50:27) Richard Jarůšek (50:36) Michal Birner (52:02) Robert Kousal (56:38) | 7:1 (2:0, 1:1, 4:0) Spielbericht | Schweden Mikael Backlund (29:33) | Hostan Arena, Znojmo Zuschauer: 4 400 |

| 30. April 2016 17:00 | Russland Sergei Mosjakin (10:14) Anton Below (28:16) | 2:3 (1:1, 1:2, 0:0) Spielbericht | Finnland Jarno Koskiranta (10:39) Atte Ohtamaa (24:52) Teemu Pulkkinen (32:42) | VTB Eispalast, Moskau Zuschauer: 10.419 |

## Gesamtwertung
| Platz | Mannschaft | Spiele | S | OTS | OTN | N | Tore  | Punkte |
| ----- | ---------- | ------ | - | --- | --- | - | ----- | ------ |
| 1.    | Schweden   | 12     | 7 | 1   | 0   | 4 | 38:33 | 23     |
| 2.    | Finnland   | 12     | 6 | 0   | 1   | 5 | 27:29 | 19     |
| 3.    | Tschechien | 12     | 4 | 2   | 0   | 6 | 32:37 | 16     |
| 4.    | Russland   | 12     | 4 | 0   | 2   | 6 | 35:33 | 14     |

## Statistik

### Beste Scorer
Quelle: eurohockey.com
| Spieler            | Mannschaft | Sp | T | V | Pkt | SM | +/− |
| ------------------ | ---------- | -- | - | - | --- | -- | --- |
| Wadim Schipatschow | Russland   | 10 | 4 | 7 | 11  | 4  | +4  |
| Linus Omark        | Schweden   | 10 | 2 | 8 | 10  | 8  | +3  |
| Sebastian Aho      | Finnland   | 5  | 3 | 4 | 7   | 2  | +2  |
| Sergei Mosjakin    | Russland   | 7  | 2 | 5 | 7   | 2  | +3  |
| Robert Rosén       | Schweden   | 10 | 4 | 2 | 6   | 2  | −1  |
| Ilja Kowaltschuk   | Russland   | 6  | 4 | 2 | 6   | 18 | +3  |
| Jewgeni Dadonow    | Russland   | 10 | 1 | 5 | 6   | 4  | −1  |
| Lukáš Kašpar       | Tschechien | 6  | 4 | 1 | 5   | 0  | 0   |
| Milan Gulaš        | Tschechien | 10 | 3 | 2 | 5   | 8  | −1  |

(Legende zur Spielerstatistik: Sp oder GP = absolvierte Spiele; T oder G = erzielte Tore; V oder A = erzielte Assists; Pkt oder Pts = erzielte Scorerpunkte; SM oder PIM = erhaltene Strafminuten; +/− = Plus/Minus-Bilanz; PP = erzielte Überzahltore; SH = erzielte Unterzahltore; GW = erzielte Siegtore; 1 Play-downs/Relegation; Kursiv: Statistik nicht vollständig)

### Beste Torhüter
Quelle: eurohockey.com
| Spieler               | Mannschaft | Sp | Min | GTS  | Sv%  | SO |
| --------------------- | ---------- | -- | --- | ---- | ---- | -- |
| Mikko Koskinen        | Finnland   | 3  | 178 | 1,69 | 92,4 | 0  |
| Pavel Francouz        | Tschechien | 3  | 180 | 2,00 | 90,0 | 0  |
| Harri Säteri          | Finnland   | 4  | 238 | 2,02 | 91,6 | 1  |
| Wassili Koschetschkin | Russland   | 3  | 178 | 2,02 | 91,3 | 0  |
| Viktor Fasth          | Schweden   | 7  | 425 | 2,40 | 90,7 | 0  |
| Juha Metsola          | Finnland   | 3  | 176 | 2,73 | 89,7 | 0  |
| Ilja Sorokin          | Russland   | 4  | 249 | 2,89 | 90,6 | 0  |
| Dominik Furch         | Tschechien | 7  | 423 | 2,98 | 87,9 | 0  |

(Legende zur Torhüterstatistik: GP oder Sp = Spiele insgesamt; W oder S = Siege; L oder N = Niederlagen; T oder U oder OT = Unentschieden oder Overtime- bzw. Shootout-Niederlage; Min. = Minuten; SOG oder SaT = Schüsse aufs Tor; GA oder GT = Gegentore; SO = Shutouts; GAA oder GTS = Gegentorschnitt; Sv% oder SVS% = Fangquote; EN = Empty Net Goal; 1 Play-downs/Relegation; Kursiv: Statistik nicht vollständig)